# Cichlasoma troschelii
Cichlasoma troschelii es una especie de peces de la familia Cichlidae en el orden de los Perciformes.

## Morfología
Los machos pueden llegar alcanzar los 16 cm de longitud total.

## Distribución geográfica
Se encuentra en la vertiente atlántica en el sur de México.